# Marguerite (cotre-pilote)
Pour les articles homonymes, voir Marguerite.
La Marguerite est un ancien cotre-pilote du Canal de Bristol à coque, pont et mâts en bois. 
Son port d'attache actuel est River Fal au Royaume-Uni.

## Histoire
Il a été mis en construction en 1889 et lancé en 1893, du chantier  Edwin Rowles à Pill, près de Bristol, dans le North Somerset.
Il est maintenant utilisé comme voilier de plaisance. Il est reconnaissable grâce à l'inscription Cf (pour Cardiff) sur la grand-voile et By (pour Barry) sur la trinquette. 
Il a participé à Temps fête Douarnenez 2018.